# Thaumantia straminea
Thaumantia straminea är en insektsart som först beskrevs av William Lucas Distant 1907.  Thaumantia straminea ingår i släktet Thaumantia och familjen Tropiduchidae. Inga underarter finns listade i Catalogue of Life.